# 埃斯凯尔贝克
埃斯凯尔贝克（法語：Esquelbecq，法語發音：[ɛskɛlbɛk]）是法国上法蘭西大區北部省的一个市镇，属于敦刻尔克区。

## 地理
埃斯凯尔贝克（50°53'13"N, 2°25'53"E）面积12.7 平方千米，位于法国上法蘭西大區北部省，该省份为法国最北部的省份及最长的省份，西北濒北海，西接加来海峡省，南至埃纳省和索姆省，东与比利时接壤。
与埃斯凯尔贝克接壤的市镇（或旧市镇、城区）包括：索克斯、沃尔穆特、泽盖尔斯卡佩勒、比瑟泽勒、克罗克特、勒德兰盖姆。
埃斯凯尔贝克的时区为UTC+01:00、UTC+02:00（夏令时）。

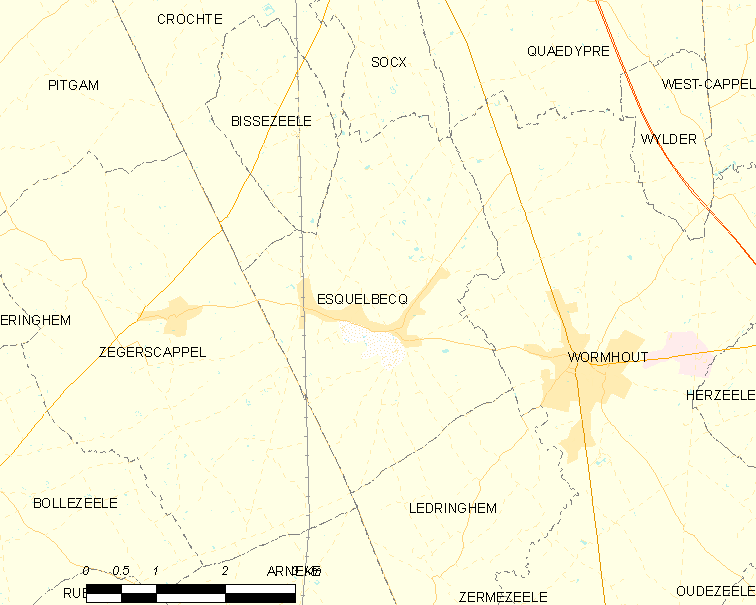
埃斯凯尔贝克的OSM定位图

## 行政
埃斯凯尔贝克的邮政编码为59470，INSEE市镇编码为59210。

## 政治
埃斯凯尔贝克所属的省级选区为沃尔穆特县。

## 人口

1962-2008年间埃斯凯尔贝克人口变化图示

埃斯凯尔贝克于2022年1月1日时的人口数量为2143人。